# Coupe des champions (Irlande)
La Coupe des champions, en anglais : Champions Cup et pour des raisons de parrainage la Unite the Union Champions Cup, est une compétition de football créée en 2019. Elle oppose le vainqueur des deux championnats disputés sur l'île d'Irlande, le championnat d'Irlande de football et le championnat d'Irlande du Nord de football. Cette compétition succède directement à la Setanta Sports Cup qui a existé entre 2005 et 2014. Sa première édition est programmée pour le mois de novembre 2019. La compétition est sponsorisée par le syndicat irlando-britannique Unite the Union.

## Histoire
La Champions Cup est la septième compétition de football transfrontalière rassemblant des équipes de l'Irlande du Nord et de l’État d'Irlande depuis la partition de l'Irlande en 1921. Elle succède à la Dublin and Belfast Intercity Cup (1941-1949), la North-South Cup (1961-1963, la Blaxnit Cup (1967-1974), la Texaco Cup (1973-1975), la Tyler Cup (1978-1980) et à la Setanta Sports Cup (2005-2014).
Le 9 mai 2019 les fédérations irlandaise et nord-irlandaise annoncent l'organisation d'une nouvelle compétition transfrontalière, l'Unite the Union Champions Cup. Cette compétition prendra la forme d'une double confrontation entre les vainqueurs des deux championnats et se déroulera courant novembre. Linfield FC, champion d'Irlande du Nord 2018-2019 affrontera alors le champion d'Irlande 2019, Dundalk FC.
La première édition de la compétition est dotée de 50 000 € pour le vainqueur, de 25 000 € pour le finaliste. Le sponsor, qui s'est engagé pour trois éditions, versera également 25 000 € à des projets communautaires dans les zones locales des équipes en compétition.

## Première édition
La première édition oppose le Linfield Football Club champion d'Irlande du Nord 2018-2019 au Dundalk Football Club qui vient d'être sacré champion d'Irlande. La double confrontation se glisse entre deux matchs de championnat pour Linfield et après le championnat pour Dundalk.
| Match aller     | Linfield FC      | 1-1   | Dundalk FC       | Windsor Park, Belfast                      |                                            |
| 8 novembre 2019 | Shayne Lavery 8e | (1-0) | Daniel Kelly 51e | Spectateurs : 2 819 Arbitrage : Ian McNabb | Spectateurs : 2 819 Arbitrage : Ian McNabb |

Le match aller se solde par un match nul entre les deux équipes. Linfield ouvre la marque en début de match par l'intermédiaire de l'international Shayne Lavery. Daniel Kelly égalise en deuxième mi-temps.
| Match retour     | Dundalk FC                                                                                           | 6-0   | Linfield FC | Oriel Park, Dundalk                                                                                        | |
| 11 novembre 2019 | George Kelly 6e 75e · Brian Gartland 16e · Jamie McGrath 34e · Robbie Benson 65e · Patrick Hoban 85e | (3-0) |             | Spectateurs : 2 412 Arbitrage : Stéphanie Frappart Arbitres assistants : Michelle O'Neill Manuela Nicolosi | Spectateurs : 2 412 Arbitrage : Stéphanie Frappart Arbitres assistants : Michelle O'Neill Manuela Nicolosi |

Le match retour à Oriel Park est une formalité pour le Dundalk FC. Les Loouthmen écrasent leurs adversaires 6-0 et remportent le premier titre mis en jeu dans cette compétition.

## Deuxième édition
La deuxième édition de la compétition est annulée en raison du chamboulement des calendriers des compétitions à cause de la pandémie de Covid-19

## Troisième édition
La troisième édition est programmée en 2021 dans un format un peu différent. Les champions 2020, Linfield et Shamrock Rovers seront rejoint par deux équipes, une pour chaque championnat, pour une compétition à quatre avec des demi-finale régionales.
Après avoir pensé à une édition jouée début décembre 2021, l'organisation décide le 19 novembre 2021 de repousser la tenue de la compétition à 2022 en raison de la reprise de la pandémie de Covid-19 des deux côtés de la frontière.